# Mindea, Veliko Tărnovo
Mindea (în bulgară Миндя) este un sat în comuna Veliko Tărnovo, regiunea Veliko Tărnovo,  Bulgaria. 

## Demografie
Componența etnică a satului Mindea
     Bulgari (85,06%)
     Turci (1,65%)
     Romi (1,65%)
     Nicio identificare (7,88%)
     Altele (3,73%)
La recensământul din 2011, populația satului Mindea era de 241 locuitori. Din punct de vedere etnic, majoritatea locuitorilor (85,06%) erau bulgari, existând și minorități de turci (1,65%) și romi (1,65%). Pentru 7,88% din locuitori nu este cunoscută apartenența etnică.